# Llista d'espècies extintes en estat salvatge
La versió 2014.2 de la Llista Vermella de la UICN d'espècies amenaçades identifica 78 (39 animals, 39 plantes) espècies, subespècies i varietats extintes en estat salvatge. Per veure les llistes segons regne, vegeu:
- Animals (regne Animalia) — Llista d'espècies d'animals extints en estat salvatge
- Plantes (regne Plantae) — Llista d'espècies de plantes extintes en estat salvatge